# Ефективність палива

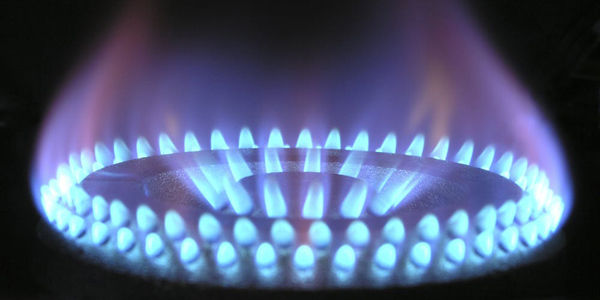
Горіння природного газу

Ефективність палива — це форма теплової ефективності, що означає відношення зусилля до результату процесу, який перетворює хімічну потенційну енергію, що міститься в носії (паливі), на кінетичну енергію або роботу. Загальна ефективність використання палива може відрізнятися залежно від пристрою, що, своєю чергою, може відрізнятися залежно від застосування, і цей спектр дисперсії часто ілюструється як безперервний енергетичний профіль. Застосування, не пов'язані з транспортом, наприклад промисловість, отримують вигоду від підвищення ефективності використання палива, особливо на електростанціях, які працюють на викопному паливі, або в галузях, пов'язаних зі спалюванням, наприклад виробництво аміаку під час процесу Габера.
У контексті транспорту економія палива — це енергоефективність конкретного транспортного засобу, що визначається як відношення пройденої відстані на одиницю спожитого палива. Це залежить від кількох факторів, включаючи ефективність двигуна, конструкцію трансмісії та конструкцію шин. У більшості країн, використовуючи метричну систему, економія палива визначається як «витрата палива» в літрах на 100 кілометрів (л/100 км) або кілометрів на літр (км/л або кмпл). У ряді країн, які все ще використовують інші системи, економію палива виражають у милях на галон (mpg), наприклад у США та зазвичай також у Великобританії (імперський галон); іноді виникає плутанина, оскільки імперський галон на 20 % більший за галон США, тому значення миль на галон не можна прямо порівняти. Традиційно літри на міліметр використовувалися в Норвегії та Швеції, але обидві вони узгоджені зі стандартом ЄС L/100 км.
Споживання палива є більш точним показником ефективності транспортного засобу, оскільки це лінійна залежність, тоді як економія палива призводить до викривлень у покращенні ефективності. Вагова ефективність (ефективність на одиницю ваги) може бути визначена для вантажних перевезень, а пасажирська ефективність (ефективність транспортного засобу на одного пасажира) для легкових транспортних засобів.

## Енергомісткість палива
Питомий енергетичний вміст палива — це теплова енергія, отримана при спалюванні певної кількості (наприклад, галон, літр, кілограм). Іноді її називають теплотою згоряння. Для однієї та тієї ж партії палива існує два різних значення питомої теплової енергії. Один — це висока (або загальна) теплота згоряння, а інший — низька (або чиста) теплота згоряння. Високе значення досягається, коли після згоряння вода у вихлопі знаходиться в рідкому стані. Для низького значення вихлоп містить всю воду у формі пари (пара). Оскільки водяна пара віддає теплову енергію, коли вона перетворюється з пари на рідину, значення рідкої води є більшим, оскільки воно включає приховану теплоту випаровування води. Різниця між високим і низьким значеннями значна, приблизно 8 або 9 %. Це пояснює більшу частину очевидної невідповідності в теплотворній здатності бензину. У США (і в таблиці) традиційно використовуються високі показники теплоти, але в багатьох інших країнах зазвичай використовуються низькі значення тепла.
| Тип палива                                  | МДж/л     | МДж/кг | BTU / імп. гал | BTU/ галон США | Октанове число             |
| ------------------------------------------- | --------- | ------ | -------------- | -------------- | -------------------------- |
| Звичайний бензин                            | 34.8      | ~47    | 150 100        | 125 000        | Хв. 91                     |
| Преміум бензин                              |           | ~46    |                |                | Хв. 95                     |
| Автогаз (LPG) (60 % пропану та 40 % бутану) | 25.5–28.7 | ~51    |                |                | 108–110                    |
| Етанол                                      | 23.5      | 31,1   | 101 600        | 84 600         | 129                        |
| Метанол                                     | 17.9      | 19.9   | 77 600         | 64 600         | 123                        |
| Газохол (10 % етанол і 90 % бензин)         | 33.7      | ~45    | 145 200        | 121 000        | 93/94                      |
| E85 (85 % етанолу і 15 % бензину)           | 25.2      | ~33    | 108,878        | 90 660         | 100–105                    |
| Дизель                                      | 38.6      | ~48    | 166 600        | 138 700        | Н/З (див. цетанове число)  |
| Біодизель                                   | 35.1      | 39.9   | 151 600        | 126 200        | Н/З (див. цетанове число)  |
| Рослинна олія (використання 9.00 ккал/г)    | 34.3      | 37.7   | 147,894        | 123,143        |                            |
| Авіаційний бензин                           | 33.5      | 46.8   | 144 400        | 120 200        | 80-145                     |
| Авіаційне паливо, нафта                     | 35.5      | 46.6   | 153,100        | 127 500        | N/A для турбінних двигунів |
| Авіаційне паливо, гас                       | 37.6      | ~47    | 162 100        | 135 000        | N/A для турбінних двигунів |
| Зріджений газ                               | 25.3      | ~55    | 109 000        | 90 800         |                            |
| Рідкий водень                               | 0 9.3     | ~130   | 40,467         | 33,696         |                            |